# Dagoberto Sosa Arriaga
Dagoberto Sosa Arriaga (ur. 15 kwietnia 1955 w Aquixtla) – meksykański duchowny rzymskokatolicki, biskup Tlapy od 2013.

## Życiorys
Święcenia kapłańskie otrzymał 24 kwietnia 1983 z rąk arcybiskupa Rosendo Huesca Pacheco i został inkardynowany do archidiecezji Puebla de los Angeles. Był m.in. wykładowcą seminariów w Puebli oraz wikariuszem biskupim ds. duszpasterskich.
24 lutego 2011 został biskupem pomocniczym archidiecezji Puebla de los Angeles, ze stolicą tytularną Gummi in Byzacena. Sakry biskupiej udzielił mu 12 kwietnia 2011 arcybiskup Víctor Sánchez Espinosa.
23 lutego 2013 papież Benedykt XVI mianował go biskupem ordynariuszem diecezji Tlapa.